# Lady Jane Grey (poemat)

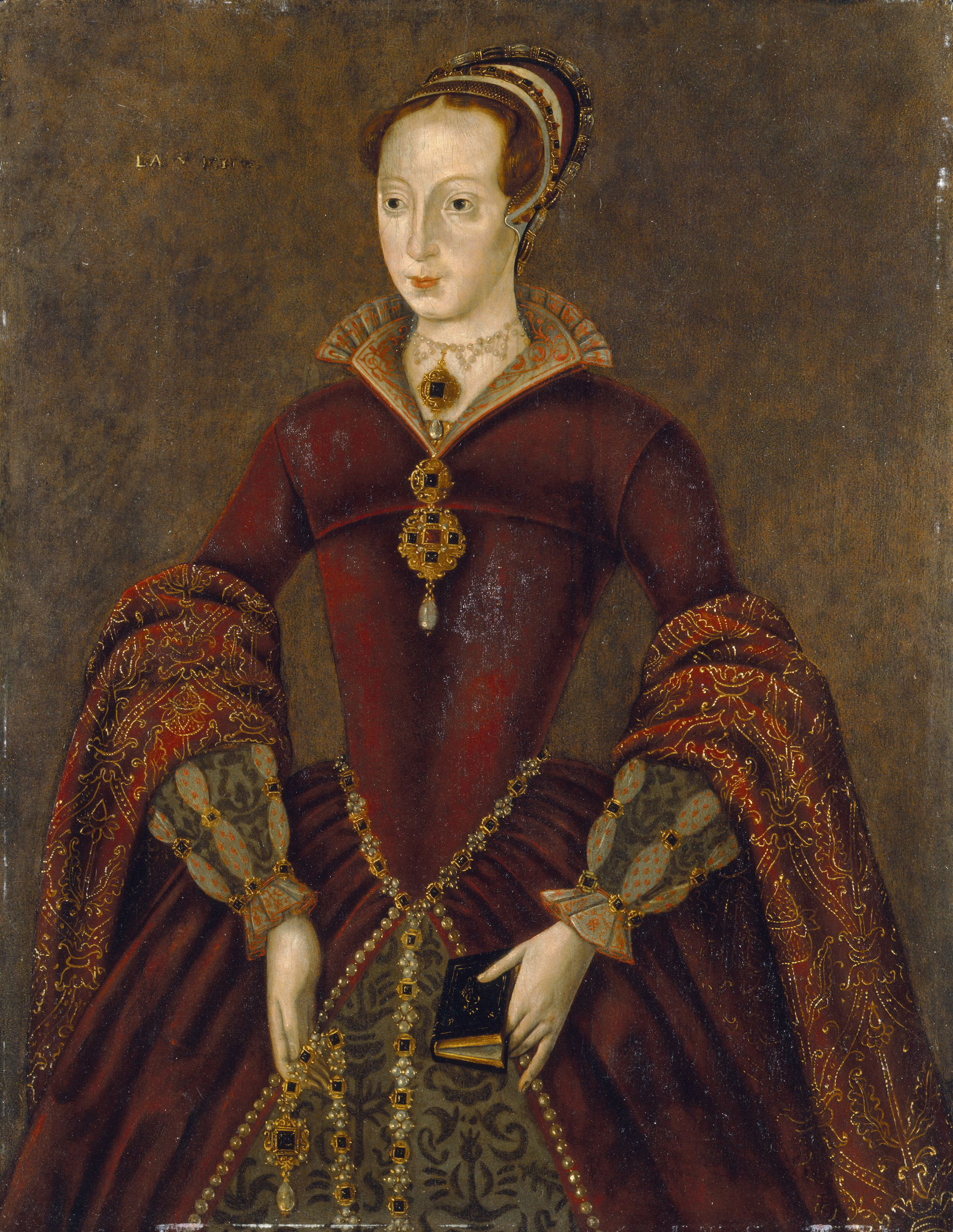
Portret Jane Grey z lat 90. XVI wieku

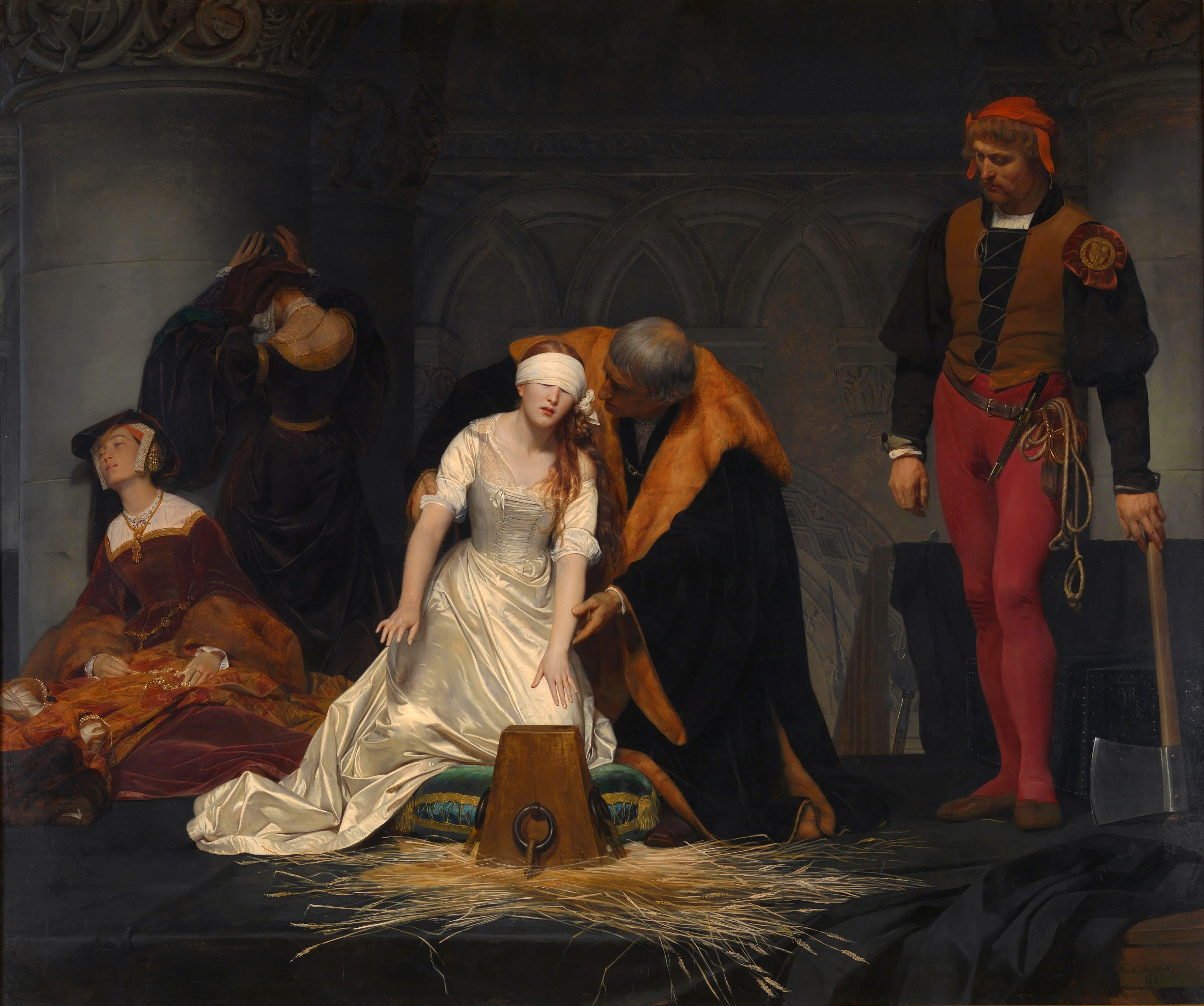
Paul Delaroche, Ścięcie Jane Grey w Tower (1833)

Lady Jane Grey – poemat angielskiego romantycznego poety, Francisa Hodgsona, przyjaciela George’a Gordona Byrona, opublikowany w Londynie w 1809, nakładem oficyny J. Mackinlaya. Utwór przedstawia losy nastoletniej Jane Grey, nazywanej Dziewięciodniową Królową, w 1553 ogłoszonej królową Anglii, lecz szybko pozbawionej władzy przez Marię I Tudor, z rozkazu której została ścięta.
Poemat składa się z dwóch ksiąg. Został napisany pentametrem jambicznym, czyli sylabotonicznym dziesięciozgłoskowcem, stosowanym przez Williama Szekspira i Johna Miltona, parzyście rymowanym (heroic couplet).
Through these low grounds of sorrow, toil and strife,

As runs the troubled stream of human life,

Why should the poor laborious crowd repine?

For wealth, for honour, lovely Jane were thine,

Yet my sad tale examplifies in thee,

How equal are our shares of misery

Or in the highest, or the humblest lot,

The king’s proud palace, or the straw-roof'd cot.
Utwór przedstawia wydarzenia zasadniczo zgodnie z przekazem historycznym, jakkolwiek autor zastrzegł, że wprowadził drobne zmiany. Głównymi bohaterami (przedstawionymi we wstępie) są Jane Grey, jej ojciec – książę Suffolk, książę Northumberland i jego syn, a jej mąż, Guilford Dudley. Akcja rozgrywa się w miejscowości Broadgate w Leicestershire, siedzibie księcia Suffolk, a następnie w Tower, miejscu uwięzienia Jane Grey. Tom poezji, zawierający oprócz omawianego poematu inne wiersze i przekłady z łaciny, Francis Hodgson zadedykował swojemu ojcu, wielebnemu Jamesowi Hodgsonowi (To/The Rev. James Hogson,/as a small mark of grattitude for years/of affectionate protection,/this volume is inscribed by His son.).
Poemat Francisa Hodgsona był zrecenzowany w czasopiśmie The Satirist: Or, Monthly Meteor, jak również w periodyku The Anti-Jacobin Review and Magazine Or Monthly Political and Literary Censor.
Lady Jane Grey była bohaterką wielu utworów literackich. William Hone stworzył sonet Inscribed beneath a Portrait of Lady Jane Grey.